# 伊斯韋爾納鄉
44°59′N 22°38′E / 44.983°N 22.633°E
伊斯韋爾納鄉（羅馬尼亞語：Comuna Isverna, Mehedinți），是羅馬尼亞的鄉份，位於該國西南部，由梅赫丁茨縣負責管轄，面積145平方公里，海拔高度433米，2007年人口2,369，人口密度每平方公里16人。